# Samókhino
Samókhino (en rus: Самохино) és un poble del krai de Perm, a Rússia, que en el cens del 2010 tenia 20 habitants.